# Бурдин Степан Іванович
Бурдин Степан Іванович (псевдо: Знайда, Шрам; 5 січня 1911, с. Хриплин (тепер частина м. Івано-Франківськ) – 21 липня 1947, біля с. Хриплин) – лицар Бронзового хреста бойової заслуги УПА.

## Життєпис
Член «Пласту» – 16 курінь ім. Короля Данила (Станиславів). Випускник Станиславівської української гімназії. Технік кінотеатру «Варшава». Член повітової екзекутиви ОУН. У 1939-1941 рр. перебував на еміграції. Вояк легіону «Нахтіґаль» (весна-осінь 1941). Після розформування легіону, перейшов на нелегальне становище. В Українській Народній Самообороні із 1943 р. 
Командир сотні УПА «Лебеді» куреня «Дзвони» ТВ 22 «Чорний Ліс» (1944-1945), військовий референт Станиславівського окружного проводу ОУН (1945-07.1947). 
Загинув у бою з військово-чекістською групою МДБ (застрелився, щоб не попасти до полону). 
Хорунжий УПА (22.01.1946).

## Нагороди
Згідно з Виказом відзначених крайового військового штабу УПА-Захід від 1.09.1946 р. військовий референт Станіславівського окружного проводу ОУН Степан Бурдин – «Шрам» нагороджений Бронзовим хрестом бойової заслуги УПА.

## Вшанування пам'яті
14.10.2017 р. від імені Координаційної ради з вшанування пам’яті нагороджених Лицарів ОУН і УПА в м. Івано-Франківську Бронзовий хрест бойової заслуги УПА (№ 011) переданий Степану і Богдану Бурдиним, синам Степана Бурдина – «Шрама».
Іменем героя названа вулиця в Івано-Франківську.